# Anillidius
Anillidius is een geslacht van kevers uit de familie van de loopkevers (Carabidae). De wetenschappelijke naam van het geslacht is voor het eerst geldig gepubliceerd in 1928 door Jeannel.

## Soorten
Het geslacht Anillidius omvat de volgende soorten:
- Anillidius byzantinus Casale, M. Elonti et Giachino, 1992
- Anillidius coiffaiti Jeannel, 1955
- Anillidius hobhousae Jaannel, 1930
- Anillidius pisidicus Jeannel, 1937
- Anillidius tauricus Jeannel, 1930
- Anillidius turcicus J. Frivaldszky, 1880
- Anillidius uludagensis Schweiger, 1965